# Sallieu Bundu
Sallieu Bundu (Bo, 1º gennaio 1984) è un ex calciatore sierraleonese, di ruolo attaccante.